# Momhil Sar
El Momhil Sar (en urdu: مومہل سر) es una montaña de 7343 m, de la subcordillera Hispar Muztagh, que forma parte del Karakórum, en Pakistán. Es la 64.ª montaña más alta del mundo.

## Ubicación
La Hispar Muztagh es la segunda subcordillera más occidental de la cordillera principal del Karakórum, limita al poniente con el valle de Hunza. Desde ahí, la cordillera alcanza una altura de más de 7000 m, con el Lupghar Sar. Al sur de esta montaña, está el Momhil Sar. Cruzando la arista Norte, la arista Principal corre hacia la cima y baja por la arista Sureste hasta un collado que lo conecta con su vecino, el Trivor, de 7577 m de altura. La arista Suroeste del Momhil Sar conduce al glaciar Gharesa, también conocido como «glaciar Trivor». Este glaciar se alimenta en una cuenca entre la arista Suroeste, la cara Sur, y la arista Sureste del Momhil Sar, así como con la arista Noroeste, la cara Oeste y la arista Suroeste del Trivor. Fluye hacia el poniente y desagua en Nagar, en el río Hispar. Al poniente de la arista Suroeste del Momhil Sar, el glaciar Gharesa se alimenta de un glaciar sin nombre que tiene su área de alimentación entre la cara Oeste del Momhil Sar y la cara Sur del Lupghar Sar. La cara Noroeste del Momhil Sar alimenta el glaciar Momhil, por donde también fluyen las masas de nieve de la cara Norte del Trivor y la cara Oeste del Distaghil Sar, la montaña más alta de la Hispar Muztagh, hacia el norte en el valle de Shimshal.

## Historial de ascensiones
La única ascensión a la montaña fue lograda en junio de 1964, por un equipo austriaco formado por Hanns Schell, Rudolf Pischinger, Horst Schindelbacher, Leo Schlömmer y Rudolf Widerhofer. Subieron al glaciar Gharesa, hasta el collado entre el Trivor y el Momhil Sar, donde establecieron su tercer campamento. Hasta ese momento, su ruta era la misma que la de los primeros escaladores del Trivor cuatro años antes. Después de no poder escalar la arista Sureste, regresaron al tercer campamento y días más tarde cruzaron la cara Sureste del Momhil Sar y finalmente hicieron cumbre sobre la arista Sur, en aproximadamente dieciséis horas.